# Sierra Blanquilla
La Sierra Blanquilla es una formación montañosa del oeste de la provincia de Málaga, en Andalucía, España. Está situada entre los términos municipales de El Burgo y Ronda, al norte del parque natural de la Sierra de las Nieves. No forma parte del mismo, pero sí de la reserva de la biosfera de la Sierra de las Nieves y la ZEPA a ella asociada. Además, fue designada Zona de Especial Conservación en sí misma en el año 2006. 

## Orografía y geología
Sierra Blanquilla forma parte de la Serranía de Ronda y por tanto a los Sistemas Béticos, concretamente, a la cordillera Subbética y, dentro de esta, en la unidad Subbética interna. Esta sierra presenta principalmente una naturaleza calcárea, donde la litología predominante son dolomías, calizas y calizas con sílex acompañadas de margas, que localmente pueden tener areniscas, rediolaritas o arcillas. Las unidades geomorfológicas más abundantes son plataformas karstificadas, con un modelado kárstico superficial.La altitud máxima la alcanza en el pico del Viento, de 1.428 m s. n. m.

## Clima
La región donde se localiza sierra Blanquilla presenta un bioclima mediterráneo pluviestacional-oceánico, siendo este el bioclima más extendido en Andalucía], caracterizado por tener veranos secos y cálidos e inviernos fríos con heladas y poco lluviosos. Las precipitaciones medias anuales en la zona se sitúan entre los 600 y 800 mm/año.
En cuanto a las temperaturasmedias, la media anual se encuentra entre los 12-14 °C, excepto en la parte oriental, donde varía entre los 14-16 °C.  Por su parte, la temperatura anual media mínima se alcanza en la cima de la sierra. Respecto a la insolación potencial, recibe entre unas 3.600 y 4.000 horas/año. La evapotranspiración potencial varía entre los 600-700 mm en las zonas más altas y alcanza valores deentre 700y 800 mmen las zonas más bajas.

## Flora

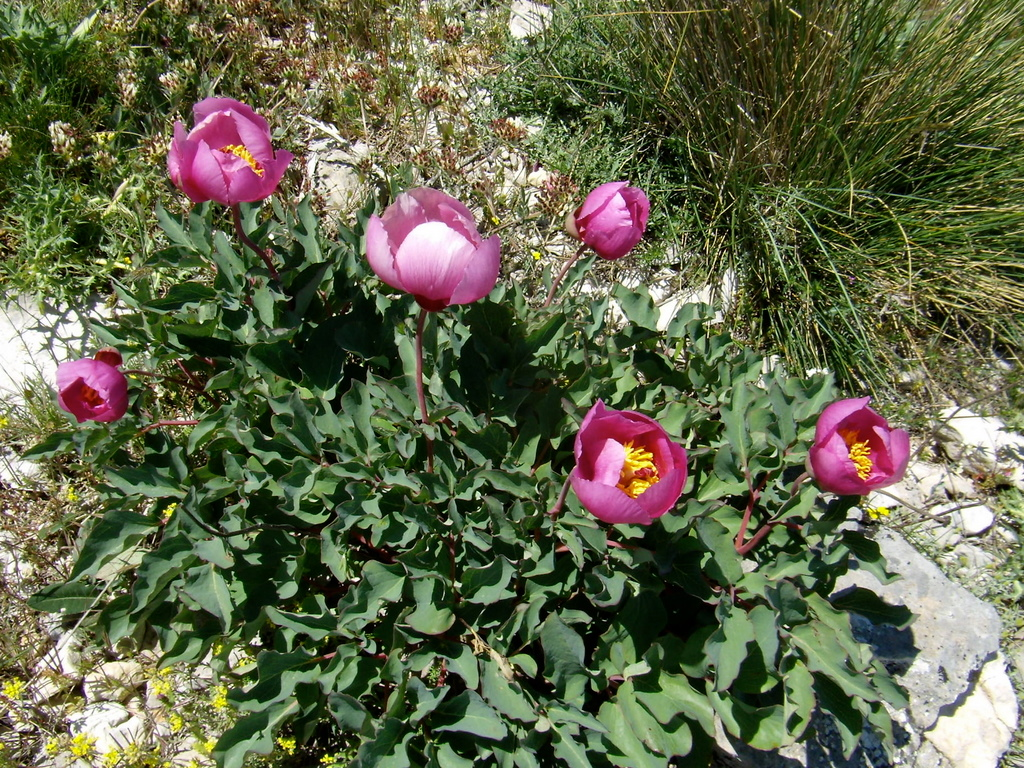
Peonía o rosa alabardera (Paeonia broteroi) de sierra Blanquilla

Sobre suelos calizos se desarrolla un bosque esclerófilo de encinas (Quercus rotundifolia) característicos de las sierras de la cordillera Subbética. Junto a la encina podemos encontrar quejigos (Quercus  faginea), jara blanca (Cistus albidus), madreselva (Lonicera etrusca), peonia (Paeonia broteroi) y aladierno (Rhamnus alaternus). En laderas con orientación este y sureste se desarrollan poblaciones de pinares jóvenes dispersas o muy dispersas, o pinares dispersos con matorral bajo muy disperso y pastizal denso. La especie dominante de estos pinares es Pinus halepensis. Por encima de los 900 m. y mezcladas con los pinares aparecen diversas manchas de encinar. 
El matorral está constituido por un coscojal de Quercus coccifera que en ocasiones ocupa zonas más desfavorables, como crestas y afloramientos rocosos muy soleados. Entre las especies acompañantes se pueden encontrar la esparraguera (Asparagus albus),  torvisco (Daphne gnidium), aladierno (Rhamnus alaternus) y jazmín silvestre (Jasminum fruticans). También es posible identificar  matorrales con aulagas (Ulex baeticus) que se desarrollan sobre las dolomías propias de la serranía de Ronda con especies acompañantes como triguera (Dactylis  glomerata), Melica minuta y peonia (Paeonia broteroi). En los claros del matorral y en suelos muy poco evolucionados aparecen pastizales efímeros de desarrollo primaveral dominados por pensamientos (Viola demetria), Arenaria arundana y conejillos (Linaria platycalyx) siendo también características la ombliguera (Omphalodes commutata) y acedera (Rumex bucephalophorus)

## Fauna
La abundancia de claros y zonas despejadas hace de esta zona un lugar adecuado para la herpetofauna. Entre las especies de reptiles podemos  encontrar la culebra de herradura (Hemorrhois  hippocrepis), el lagarto ocelado (Timon lepidus) y la lagartija colirroja (Acanthodactylus erythrurus). Los anfibios no suelen estar bien representados en esta zona al no existir ningún cauce ni zona húmeda  de importancia en la sierra. En cuanto a las aves, sierra Blanquilla se ubica en la ruta migratoria del Estrecho de Gibraltar, siendo zona  de paso de muchas especies. Por otro lado, parte de la sierra se encuentra dentro del Plan de Recuperación y Conservación de Aves Necrófagas,  más concretamente, estádentro del ámbito de interés para el alimoche (Neophron percnopterus).
Entre los mamíferos existenvarios quirópteros cavernícolas como el murciélago de cueva (Miniopterus schreibersii), el murciélago ratonero mediano (Myotis blythii) y el murciélago ratonero grande (Myotis myotis) entre otros.Por último, también es  significativa la presencia de especies como la cabra montés (Capra pyrenaica), el jabalí (Sus scrofa), el ciervo (Cervus elaphus) y el gamo (Dama dama). 